# Silvia Ristea
Silvia Ristea (ur. w 1983) – rumuńska lekkoatletka specjalizująca się w skoku o tyczce.
Złota medalistka mistrzostw Rumunii.